# Gojko Cimirot
Gojko Cimirot (* 19. prosince 1992 Trebinje) je bosenský profesionální fotbalista, který hraje na pozici defensivního záložníka za saúdský klub Al Feiha FC a za bosenský národní tým.

## Klubová kariéra
V Bosně hrál na profesionální úrovni za kluby Leotar Trebinje a FK Sarajevo.
V srpnu 2015 přestoupil z FK Sarajevo do řeckého klubu PAOK FC ze Soluně.
25. ledna 2018 přestoupil do belgického klubu Standard Liège, kde podepsal smlouvu na 4,5 roku.

## Reprezentační kariéra
V bosenském reprezentačním A-mužstvu debutoval 4. 9. 2014 pod trenérem Safetem Sušićem v přátelském utkání v Tuzle proti týmu Lichtenštejnska (výhra 3:0).